# Type 38 (fucile)
Il Type 38 è stato un fucile d'ordinanza a otturatore girevole-scorrevole della famiglia Arisaka, progettato nei primi anni del XX secolo dall'Impero giapponese, in sostituzione del poco efficiente Type 30. Fu prodotto in oltre tre milioni di esemplari e servì l'esercito imperiale nipponico fino al termine della seconda guerra mondiale, dimostrandosi un'arma affidabile e robusta ma dal modesto potere d'arresto.

## Storia

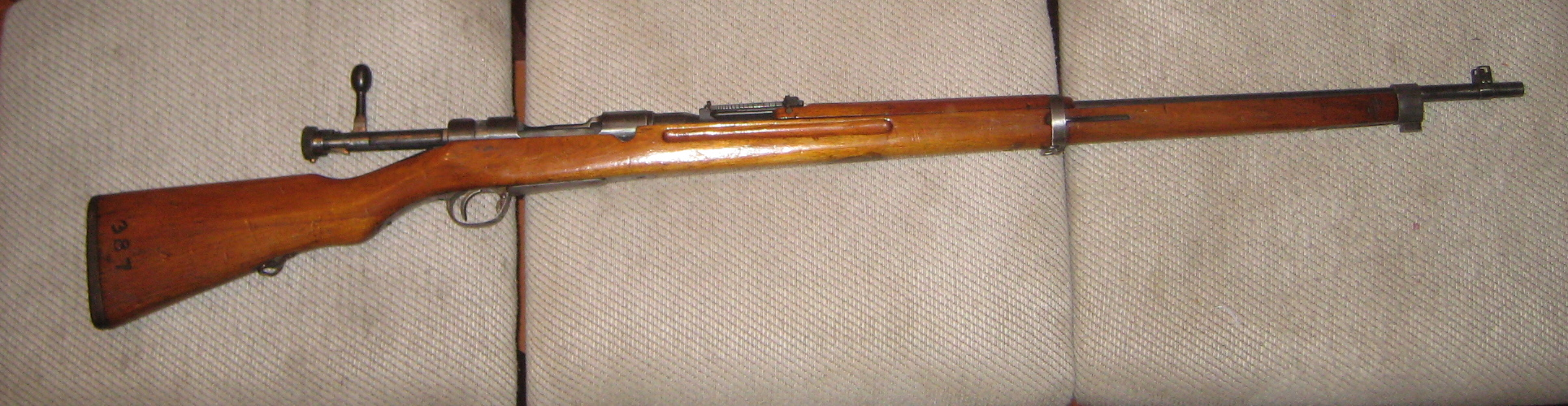
Un Type 38 con otturatore aperto e arretrato

L'Impero giapponese adottò un primo fucile moderno nel 1880: il fucile Murata Type 13, un'arma monocolpo calibro 11 mm. Fu rimpiazzato sette anni più tardi da un modello a ripetizione calibro 8 mm, munito di serbatoio sotto la canna sullo stile del fucile Lebel francese, nato in quell'epoca. Gli succedette, nel 1897, il fucile Type 30 in 6,5 × 50 mm con cartuccia caricata con le nuove polveri infumi. L'azione di quest'arma era una combinazione dei sistemi Mauser spagnolo per quanto riguardava l'otturatore e l'alimentazione e il resto ripreso dal sistema Mannlicher.
Nel 1902 la marina imperiale adottò un'arma simile, leggermente modificata: il Type 35, munito di un copriculatta che si apriva da dietro in avanti indipendente dall'otturatore.
Il conflitto russo-giapponese del 1904/1905 evidenziò i difetti del sistema, che fu profondamente modificato dall'inventore. Il risultato fu il fucile Arisaka Type 38, adottato nel 1905, la cui distribuzione all'esercito cominciò due anni più tardi. Il suo otturatore, a differenza di quello del Type 30, era ancora più simile a quello del Mauser tedesco.
Il modello 38, fino al 1941, fu prodotto da:
- l'arsenale di Tokio: 2.029.000 unità tra il 1906 ed il 1932[2].
- l'arsenale di Nagoya: 494.700 unità tra il 1933 ed il 1941[2].
- l'arsenale di Kokura: 312.500 unità tra 1932 ed il 1942[2].
- l'arsenale di Jinsen in Corea: 13.400 unità nel 1942[2].
- l'arsenale di Hoten/Mukden in Manciuria: 148.800 unità tra il 1938 ed il 1944[2].

## Descrizione

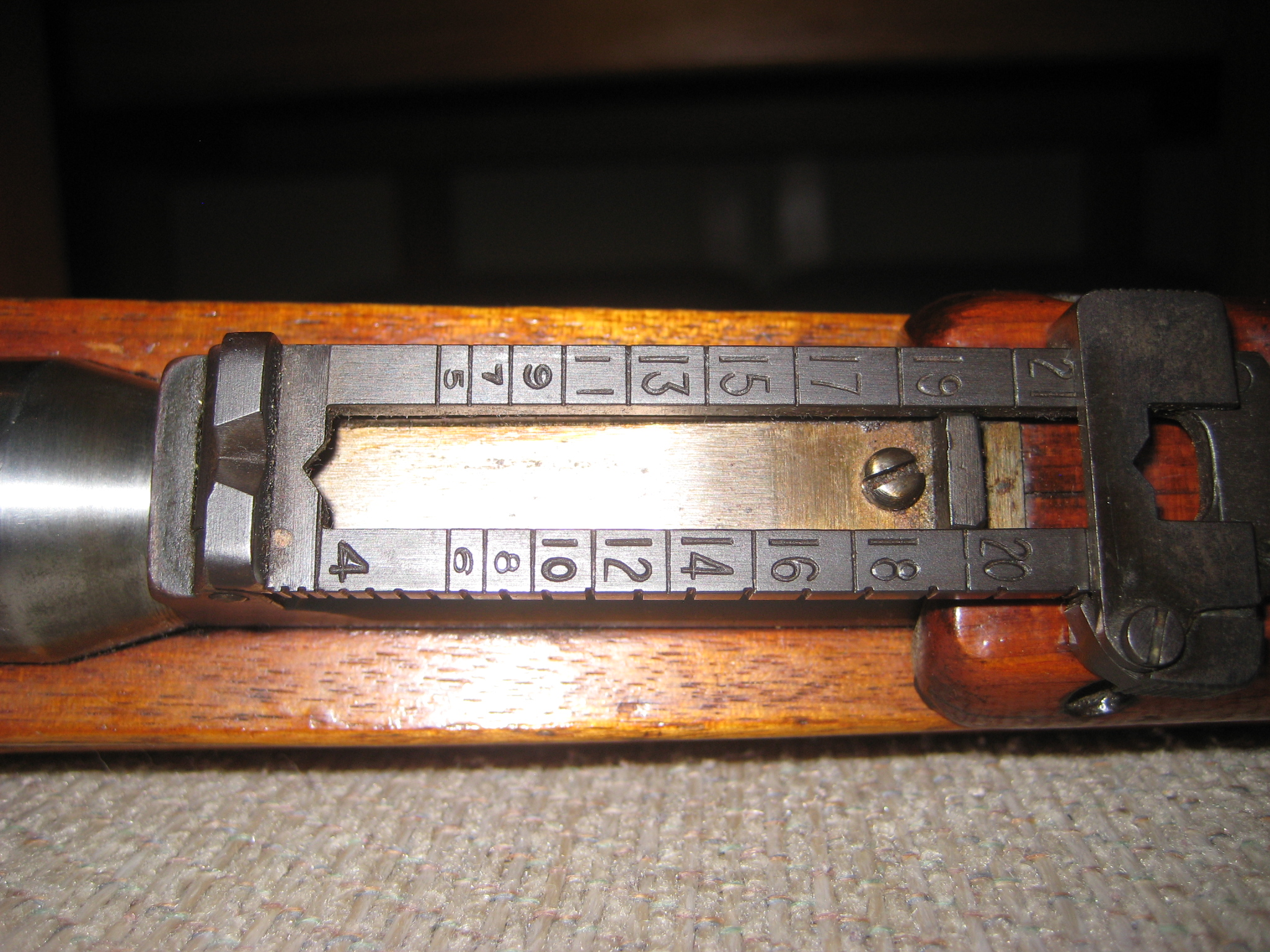
Dettaglio dell'alzo a ritto e cursore e, a sinistra, della tacca di mira fissa

La cassa comprende un fusto lungo, un calcio a impugnatura mezza pistola - costituita da due elementi collegati - e un guardamano che ricopre parzialmente la canna, unito alla cassa per mezzo di una fascetta di metallo piatto.
La canna è a sezione rotonda, un terzo della sua bacchetta di pulizia è alloggiata all'estremità del fusto. L'interno della canna ha sei rigature destrorse.
La scatola di culatta è aperta nella parte alta. L'otturatore ha una leva d'armamento dritta, che termina con un pomello.
L'otturatore si compone di un solo elemento cilindrico con due tenoni di chiusura posti in testa, più il terzo posizionato posteriormente nella parte bassa. Un copri otturatore in lamiera, che si muove insieme all'otturatore, chiude automaticamente la finestra di alimentazione.
Il serbatoio, sotto l'otturatore, contiene 5 cartucce in posizione bifilare.
Il tappo di culatta svolge la funzione di sicurezza. Orientato di 45 gradi verso destra, blocca il percussore e l'otturatore.
Gli organi di mira sono formati da un mirino e da un alzo a cursore graduato da 500 a 2400 m.
L'arma era in dotazione alla fanteria dell'esercito e della marina imperiale e utilizzava la sciabola-baionetta Type 30: quando inastata il fucile misurava 1.670 mm.

## Varianti

### Carabina Type 38

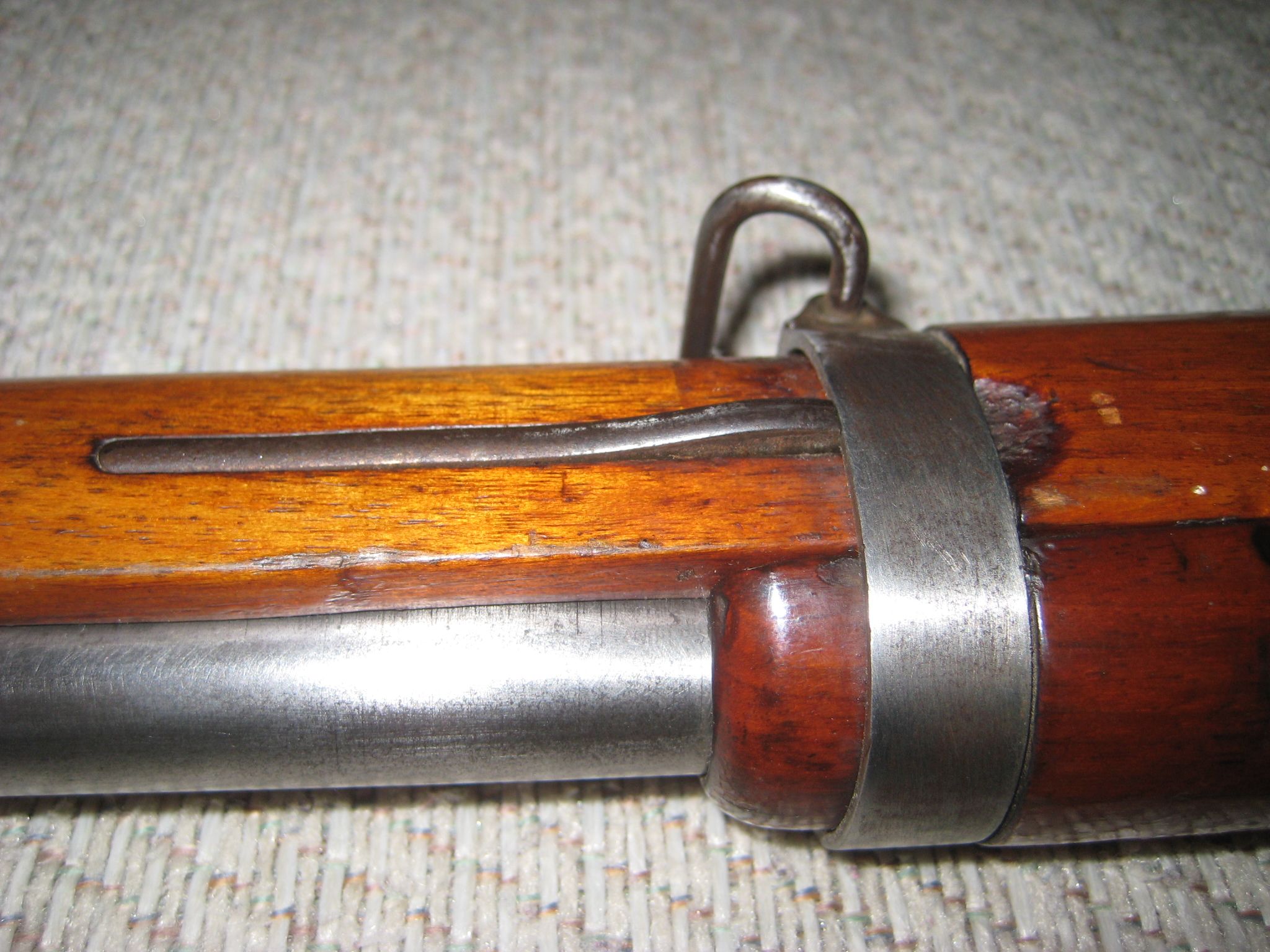
Dettaglio del fusto e della fascetta di un fucile Type 38

Una versione accorciata, destinata alla cavalleria, al genio militare, alla sussistenza ed alle altre truppe di seconda linea, entrò in servizio contemporaneamente al Type 38 standard. La canna era lunga 487 mm, con una lunghezza totale dell'arma di 966 mm ed un peso di 3,3 kg. Il fucile era privo di baionetta, e fu prodotto da diversi stabilimenti:
- Arsenale di Tokyo: dal 1906 al 1931, 210.000 unità[4]
- Arsenale di Kokura: dal 1938 al 1941, 49.500 unità[4]
- Arsenale di Nagoya: dal 1935 al 1942, 206.000 unità[4]
- Arsenale di Hoten/Mukden: dal 1938 al 1944, 52.300 unità[4]

### Type 38 da cavalleria
Alla fine degli anni trenta un numero sconosciuto di Type 38 standard fu convertito in "fucile da cavalleria" presso l'Arsenale di Nagoya. La canna era accorciata da 794 mm a 635 mm, la cassa ridotta in proporzione, mentre il paramano conservava la lunghezza originale. il risultato finale era un Type 38, simile al Type 99 Arisaka. La designazione "fucile da cavalleria" era inusuale in un periodo in cui la cavalleria era in declino ed è più probabile che fosse destinato in realtà alle truppe di seconda linea. La produzione totale è stimata in circa 100.000 conversioni.

### Carabina Type 44
La parte posteriore rispetto alla fascetta era identica alla Carabina Type 38; dalla fascetta in avanti invece l'arma era completamente diversa: presentava una baionetta ripiegabile nel fusto, bocchino metallico, gancio di impilamento sul lato sinistro del bocchino e grandi alette di protezione del mirino. Questo modello fu introdotto nel 1911, in tre differenti sottovarianti, che differivano per le misure del bocchino e per la posizione delle viti.

### Fucile di precisione Type 97

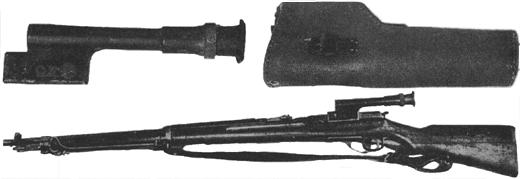
Il fucile di precisione Type 97: sopra il mirino telescopico

Nel 1937, dopo diversi collaudi, l'esercito adottò ufficialmente la versione da tiratore scelto del Type 38, denominata Type 97 dalle ultime due cifre del corrente anno imperiale, il 2597. Rispetto al normale fucile montava un mirino telescopico da 2,5 o 4 ingrandimenti con guaina in gomma, disassato sul lato sinistro e assicurato a un'apposita piastrina; un meccanismo a leva permetteva di attaccare (quando girata a destra) o rimuovere (quando girata a sinistra) il mirino, di norma conservato in un proprio astuccio. Inoltre la maniglia d'armamento dell'otturatore non era dritta ma piegata verso il basso.
Il Type 97 cominciò a essere costruito dall'arsenale di Kokura nel 1937 e fino al 1939 furono completati circa 8.000 pezzi; nel 1938 anche quello di Nagoya produsse l'arma, fino al 1943 (più o meno 14.500 esemplari).

### T65
Il fucile da fanteria 65 (六五步槍) era una copia del Type 38 standard realizzata nell'Arsenale di Taiyuan dalla fine degli anni venti ai primi anni trenta per il signore della guerra della provincia dello Shanxi, Yan Xishan. La produzione è stimata in 108.000 pezzi.

### Type 918
Erano una famiglia di fucili copie del Type 38, prodotte dall'Arsenale dell'esercito della Manciuria meridionale, conosciuto come Arsenale 918, di cui però si conosce poco. Secondo le fonti cinesi, questi fucili erano prodotti in Cina per il Giappone. Le armi non portavano il simbolo imperiale del Crisantemo, ma il simbolo del cuore e sotto la scritta Type 918 (九一八式). Inoltre erano dotate di baionetta pieghevole simile a quella del Type 44. Il 918 sta per la data 18 settembre 1931, giorno dell'Incidente di Mukden.

### Carabina Type 19
Era una copia relativamente rozza della Carabina Type 38, che si ritiene sia stata prodotta nella città cinese di Tientsin per le truppe collaborazioniste. Diversamente dall'altro Type 19, copia del Type 30 in calibro 7,92 × 57 mm Mauser, questa era camerata per l'ordinanza giapponese 6,5 × 50 mm Arisaka. Come nel precedente, sul castello, invece del crisantemo imperiale era impresso il fiore di ciliegio e la scritta "Cina del Nord-Type 19" (北支一九式). Il numero 19 indicava il diciannovesimo anno dell'Era Showa, cioè il 1944. Furono prodotte approssimativamente 40.000 di queste carabine.

### Type 66 siamese
Il Siam (l'odierna Thailandia) nel 1934 ordinò 50.000 fucili Type 38 all'Arsenale dell'esercito di Tokyo, camerati nella propria munizione 8 × 52 mm R Type 66. Il castello era marcato con il chakri e, sotto, la scritta Type 66 (แบบ ๖๖). Oltre alla munizione, il fucile differiva nelle mire, nella baionetta e nella bacchetta nettatoia e quasi nessuna parte era intercambiabile con l'originale giapponese.

### Type 83 thailandese
Diversamente dal Type 66 siamese, questo fucile era un Type 38 giapponese standard, in calibro 6,5 mm, inviato come aiuto di guerra dal Giappone alla Thailandia nel 1940. Questi fucili vennero prelevati direttamente dalle linee di produzione degli arsenali di Nagoya e di Kokura, previa sovrimpressione del crisantemo giapponese con degli zero sui petali. In Thailandia il fucile venne chiamato Type 83 (แบบ ๘๓) e venne assegnato alle truppe di seconda linea, in modo riservare alle truppe di prima linea i fucili nel calibro principale standard durante la guerra franco-thailandese. Alla fine degli anni cinquanta alcuni di questi fucili ebbero canna e cassa accorciate e vennero ricamerate per la munizione .30-06 Type 88, diventando così Type 83/88(แบบ ๘๓/๘๘).

### Carabina da polizia Type 91 thailandese
Dopo la seconda guerra mondiale, l'Arsenale Reale Thailandese di Bangkok realizzò queste maneggevoli carabine da ordine pubblico con parti di Type 38. Cassa e canna erano accorciate. La cassa era rimodellata in modo simile a quella della M1 carbine, della quale utilizzava anche bandoliera ed oliatore. Alcune avevano sul castello il simbolo della Polizia thailandese con il 91 (๙๑) stampigliato sopra, altre erano marcate con il chakri. Tutte le armi conservavano l'originale calibro giapponese da 6,5 mm.

### Modelo 1913 messicano
A metà del 1913, il Governo Huerta ordinò all'Arsenale di Koishikawa 50.000 fucili e 25.000 carabine nel calibro d'ordinanza messicana 7 × 57 mm Mauser. Questi furono poi modificati per accettare le baionette messicane Mauser Modelo 1895, 1902 o 1910. All'inizio del 1914 i primi 10.000-15.000 fucili giunsero in Messico, ma i giapponesi sospesero le consegne quando Victoriano Huerta lasciò il paese a metà dello stesso anno, temendo che non sarebbero stati pagati. Tra la fine del 1914 e l'inizio del 1915 la Russia zarista, disperatamente a corto di armi, acquistò dal Giappone le rimanenze dell'ordine messicano (35.400 / 60.000 fucili e carabine). Alcune prime migliaia di armi erano marcate sul castello con tre cerchi intersecati, mentre il resto aveva lo stemma messicano, con la scritta "Republica Mexicana".

### KL .303
Era una conversione del Type 38 standard in calibro .303 British, eseguita in Estonia per armare le truppe di seconda linea del Kaitseliit. In totale furono ricamerate 24.000 armi tra il 1929 ed il 1934.

## Altri utilizzatori

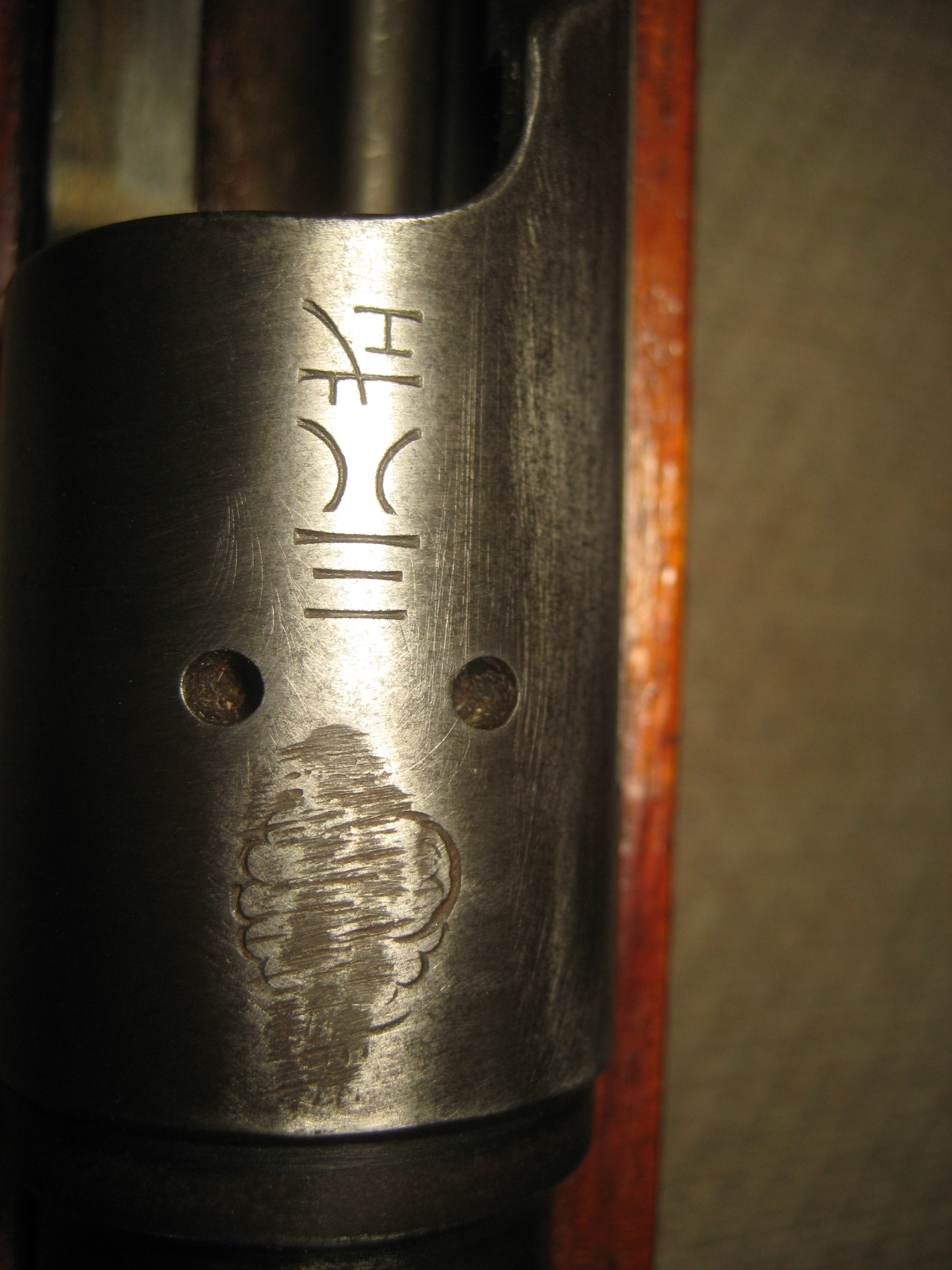
Punzonature sul castello. In alto il nome dell'arma in kanji (lett. "Tipo trentotto"), più in basso il crisantemo, che indicava la consacrazione del fucile all'imperatore: era spesso abraso in caso di cessione dell'arma, a significare che l'arma non era più una proprietà del monarca

- Birmania: armi catturate ai o abbandonate dai giapponesi, utilizzate contro gli stessi e contro i britannici.
- Brasile: ha impiegato una versione camerata in calibro 7 mm.
- Cina: catturati ai giapponesi ed impiegati dal Guómín Gémìng Jūn contro gli stessi durante la seconda guerra sino-giapponese.
- Repubblica popolare cinese
- Corea
- Estonia: armi ex-russe usate nella Guerra di indipendenza estone, 24.000 delle quali poi convertite in KL .303.
- Finlandia: armi ex-russe.
- Francia: 150.000 armi fornite dal Giappone durante la prima guerra mondiale.
- Impero russo: 35.400 armi, inizialmente destinate al Messico, acquistate durante la prima guerra mondiale; oltre a 128.000 Type 30 e Type 38 fornite dal Regno Unito nel 1916[19]. Altre 600.000 armi in 6,5 mm furono ordinate direttamente al Giappone[20].
- Indonesia: armi catturate ai giapponesi durante la seconda guerra mondiale ed utilizzate nella guerra d'indipendenza indonesiana[19].
- Malaysia: armi sequestrate ai giapponesi dopo la fine della seconda guerra mondiale, impiegate dal Partito comunista malese nell'Emergenza malese.
- Manciukuò
- Messico: 75.000 fucili e carabine Modelo 1913 ordinati, dei quali solo 10.000-15.000 consegnati, in calibro 7 × 57 mm Mauser.
- Seconda Repubblica di Polonia: armi ex-russe.
- Regno Unito: 150.000 tra Type 30 e Type 38 forniti all'inizio della prima guerra mondiale, usate per i battaglioni addestrativi e, dopo essere stati dichiarati obsoleti nel 1921, come equipaggiamento della Home Guard[21].
- Thailandia: fornite dal Giappone prima della seconda guerra mondiale.
- Vietnam: armi sequestrate alle truppe di occupazione giapponesi dopo la guerra, utilizzate dal Viet Minh durante la guerra d'Indocina contro la Francia.